# Anyperodon leucogrammicus
Anyperodon leucogrammicus är en fiskart som först beskrevs av Achille Valenciennes 1828.  Anyperodon leucogrammicus ingår i släktet Anyperodon och familjen havsabborrfiskar. IUCN kategoriserar arten globalt som livskraftig. Inga underarter finns listade i Catalogue of Life.